# Marcillac-Saint-Quentin
Marcillac-Saint-Quentin là một xã của Pháp, nằm ở tỉnh Dordogne trong vùng Aquitaine của Pháp. Xã này có diện tích 16,46 km2, dân số năm 2004 là 728 người. Xã nằm ở khu vực có độ cao trung bình 231 m trên mực nước biển.

## Hành chính
| Danh sách các xã trưởng                |             |                     |      |         |
| Giai đoạn                              | Giai đoạn   | Tên                 | Đảng | Tư cách |
| 1974                                   | đương nhiệm | Jean-Pierre Doursat | PS   | hưu trí |
| Tất cả các dữ liệu trước đây không rõ. |             |                     |      |         |

## Thông tin nhân khẩu
| Năm    | 1962 | 1968 | 1975 | 1982 | 1990 | 1999 | 2004 |
| ------ | ---- | ---- | ---- | ---- | ---- | ---- | ---- |
| Dân số | 378  | 406  | 407  | 454  | 598  | 664  | 728  |